# Ghép đôi giao phối
Ghép đôi giao phối (Breeding pair) hay còn gọi là cặp giống hay chọi phối hay chọn đôi giao phối là việc ghép đôi một cặp động vật hợp tác sinh sản theo thời gian hoặc thời điểm nhất định để sinh ra con cái, với một số hình thức liên kết nhất định giữa các cá thể thuộc giống đực và giống cái. Trong công tác nhân giống, ghép đôi giao phối hay chọn phối là chọn những con đực và con cái đã được chọn lọc để cho giao phối với nhau nhằm thu được đời con có được những tính trạng mong muốn theo mục tiêu nhân giống, trường hợp chọn phối hợp lý thì sẽ củng cố được mà còn có thể phát triển thêm những tính trạng và chất lượng mong muốn mà trước đó đã tiến hành chọn giống. Chọn con đực ghép đôi với con cái cho sinh sản theo mục đích chăn nuôi gọi là chọn đôi giao phối, gọi tắt là chọn phối.

## Trong tự nhiên
Các cặp sinh sản thực sự thường chỉ được tìm thấy ở động vật có xương sống, nhưng có những trường hợp ngoại lệ đáng chú ý, chẳng hạn như côn trùng trên đảo Lord Howe là loài Dryococelus australis. Các cặp sinh sản thực sự rất hiếm ở động vật lưỡng cư hoặc bò sát, mặc dù loài Shingleback của Úc (Tiliqua rugosa) là một ngoại lệ với các liên kết cặp đôi trong thời gian dài. Một số loài cá hình thành các cặp ngắn hạn và loài cá angelfish của Pháp được cho là liên kết cặp trong một thời gian dài.
Sự sắp xếp cặp giống rất hiếm ở động vật có vú, trong đó các kiểu phổ biến là con đực và con cái chỉ gặp nhau để giao phối (ví dụ gấu nâu) hoặc con đực thống trị có hậu cung của con cái (ví dụ như hải mã). Các cặp sinh sản thực sự là khá phổ biến ở các loài chim với nhiều loài chim giao phối cho một mùa sinh sản hoặc kết đôi khi là cả đời, chúng có thể chia sẻ một số hoặc tất cả các nhiệm vụ liên quan như xây tổ, ấp trứng và nuôi dưỡng và bảo vệ con non. 

## Trong chọn giống

### Về nguyên tắc
Trong công tác giống, các nguyên tắc chọn phối thường được ưu tiên đề cập như phải xác định mục tiêu giống rõ ràng và tuân thủ phương pháp dự kiến để đạt mục tiêu đó thông qua nhân giống thuần hay lai tạo. Con đực giống phải có ưu thế di truyền cao hơn so với con cái ghép đôi với nó, bên cạnh đó phải tăng cường sử dụng những con có phẩm chất vượt trột, tốt giống và phải củng cố di truyền ở đời sau những đặc điểm tốt có ở một hoặc hai bên bố mẹ thông qua việc chọn giữ lại những cá thể có những ưu tính tốt.
Song song đó phải cải tiến ở đời sau những đặc điểm không thoả mãn ở bố mẹ qua thực tiễn. Đưa vào đàn (dòng, giống) những đặc điểm mong muốn mới bằng cách sử dụng những con có những đặc tính mong muốn ở đàn cơ bản hay giống (dòng) khác. Kiểm soát tốt mức độ đồng huyết nhằm không cho phép suy thoái cận huyết dẫn đến thoái hóa giống. Phát hiện và sử dụng những phối hợp tốt nhất giữa những nhóm (về mặt di truyền) nào đó để ghép đôi lặp đi lặp lại.

### Phương pháp
Các phương pháp ghép đôi trong công tác chọn giống ở các đàn vật nuôi và gia cầm gồm: ghép đôi cá thể và ghép đôi theo nhóm
Theo cá thể: Trên cơ sở các cá thể đã được đánh giá và chọn lọc tiến hành ghép đôi từng cá thể đưc và cái cụ thể với nhau. Để thực hiện kiểu ghép đôi này cần phải biết roc đặc điểm cá thể, nguồn gốc, ngoại hình và sức sản xuất (giá trị giống) của mỗi con. Khi ghép đôi kiểu này phải xem xét đến những kết quả tích cực của việc chọn phối trước đó và kết quả đánh giá đực giống theo đời sau. Nói chung, ghép đôi cá thể đòi hỏi công phu và tỉ mỉ, nên thường chỉ được áp dụng ở các cơ sở giống.
Theo nhóm: Đàn cái được chia thành các nhóm dựa vào kết quả bình tuyển và mỗi nhóm được phối giống với một nhóm đực giống có phẩm chất di truyền cao hơn. Phương pháp này thường được áp dụng với các vùng có áp dụng thụ tinh nhân tạo và trong các cơ sở chăn nuôi thương phẩm. Có thể phân biết ra hai loại ghếp đôi theo kiểu này:
- Ghép đôi theo nhóm có phân biệt: Trong số đực giống của một nhóm có một con giữ vai trò chính còn những con khác đóng vai trò thay thế (hậu bị).
- Ghép đôi theo nhóm đồng đều: Dùng 2-3 con đực giống tương tự về nguồn gốc và chất lượng giống cho ghép đôi với các nhóm cái. Phương pháp này có thể áp dụng để kiểm tra chất lượng di truyền của các đực giống.

Ghép đôi hỗn hợp gồm kết hợp ghép đôi cá thể-nhóm. Đàn cái được chia thành các nhóm theo nguồn gốc, đặc điểm thể hình và sức sản xuất. Mỗi nhóm cái được ghép đôi với 1 đực giống có chất lượng di truyền cao hơn. Phương pháp này thường được áp dụng ở các đàn giống và những vùng có thụ tinh nhân tạo.

### Cách thức
Trong công tác giống người ta thường phối hợp các hình thức chọn phối sau đây để nhanh chóng đạt được mục tiêu nhân giống: Gồm chọn phối theo huyết thống: là căn cứ vào mức độ quan hệ huyết thống (thân thuộc) giữa các cá thể đực và cái để quyết định ghép đôi (hay không ghép đôi) giao phối với nhau. Có hai loại chọn phối dựa trên quan hệ huyết thống như sau:
- Giao phối đồng huyết: Cho giao phối giữa những cá thể có quan hệ huyết thống với nhau (thường tính dưới 7 đời). Hình thức phối giống này cần được sử dụng thận trong và thường chỉ được dùng khi cần củng cố một vài đặc tính tốt nào đó (thường là mới xuất hiện), nhất là khi nhân giống theo dòng. Không nên áp dụng rộng rãi phương pháp này mà không có kiểm soát chặt chẽ vì dễ gây suy thoái cận huyết do làm tăng cơ hội đồng hợp tử của các gen lặn xấu.
- Giao phối không đồng huyết: Cho ghép đôi những con đực và cái không có quan hệ huyết thống hay có nhưng đã quá 7 đời. Hình thức này nhằm tránh nguy cơ suy thoái cần huyết. Trong thực tiễn sản xuất cần theo dõi nguồn gốc cá thể để có thể kiểm tra được mối quan hệ giữa đực (kể cả tinh khi thụ tinh nhận tạo) và cái giống trước khi phối giống nhằm đảm bảo giao phối không đồng huyết.

Thực hiện chọn phối theo tuổi, theo đó, tuổi của con vật có liên quan đến sức khoẻ, sức sản xuất, khả năng ổn định di truyền, do vậy, việc chọn phối gia súc trong độ tuổi thích hợp tao cho bào thai có ssức sông cao, đời con khoẻ mạnh và có sức sản xuất cao. Không nên cho những con đực và con cái quá già hay quá non giao phối với nhau. Độ tuổi phối giống thích hợp cho bò đực giống là 3-6 tuổi đối với hướng thịt và 3-9 tuổi đối với hướng sữa. Đối với bò cái độ tuổi phối giống tốt nhất là 3-9 tuổi đối với bò thịt và 3-7 tuổi đối với bò sữa.
Chọn phối theo phẩm chất của cá thể gồm: Chọn phối đồng chất: Cho ghép đôi những đực và cái giống có những phẩm chất tốt giống nhau (về thể hình và tính năng sản xuất). Chọn phối đồng chất nhằm duy trì ở đời sau tính đồng hình, tăng số lượng cá thể đời sau có kiểu hình và tính năng sản xuất mong muốn đã đạt được ở bố mẹ. Chọn phối đồng chất làm tăng tính ổn định di truyền và năng cao tiêu chuẩn của giống. Chọn phối đồng chất chủ yếu được áp dụng ở các đàn giống cao sản, đặc biệt là khi nhân giống theo dòng. Chọn phối đồng chất cũng có thể áp dụng trong lai giống nhằm tạo ra tính ổn định di truyền cho những tính trạng mong muốn.
Và chọn phối dị chất: Cho giao phối giữa những con đực và cái khác biệt nhau rõ rệt về mặt ngoại hình và một số tính năng sản xuất, đây là ghép đôi giao phối giữa những cá thể có những đặc tính tốt khác nhau. Mục đích là thu được ở đòi sau những cá thể tập hợp được nhiều đặc tính tốt từ cả hai phía bố và mẹ. Tuy nhiên, cần chú ý là không được ghép đôi những cá thể có các tính trạng đối lập nhau để hy vọng đời sau có được sự san bằng về tính trạng.